# Gingidia decipiens
Gingidia decipiens är en flockblommig växtart som först beskrevs av Joseph Dalton Hooker, och fick sitt nu gällande namn av J.W.Dawson. Gingidia decipiens ingår i släktet Gingidia och familjen flockblommiga växter. Inga underarter finns listade i Catalogue of Life.